# هينكه أوزينجا
هينكه ماريا أوزينجا (بالهولندية: Hinke Osinga)‏ (المولودة في 25 كانون الثاني/ ديسمبر من عام 1969 في مدينة دوكوم)، هي عالمة رياضيات هولندية وخبيرة في الأنظمة الديناميكية، عملت كأستاذة في الرياضيات التطبيقية في جامعة أوكلاند في نيوزيلاندا، بالإضافة إلى عملها في البحث العلمي، فهي معروفة أيضًا بأنها مؤسسة الفن الرياضي.

## التعليم والمسيرة المهنية
حصلت أوزينجا على شهادة الماستر عام 1991 وشهادة الدكتوراه عام 1996 من جامعة جرونينجن،  كانت أطروحة الدكتوراه خاصتها -والتي تمت بإشراف مشترك من قبل كل من عالم الأنظمة الديناميكية هنريك برور وعالم الهندسة الرياضية الحاسوبية جيرت فيجتر- حول حساب المتعددات الثابتة.
بعد دراسات ما بعد الدكتوراه في مركز الهندسة ومعهد كاليفورنيا للتكنلوجيا وفترة قصيرة من التدريس في جامعة إكستر، أصبحت أوزينجا محاضرة في جامعة بريستول عام 2001، وتمت ترقيتها إلى قارئة وبروفيسورة هناك في عامي 2005 و 2011 على الترتيب.
عادت إلى أوكلاند مرة أخرى عام 2011، وأصبحت أولى بروفيسورة رياضيات أنثى في أوكلاند والثانية في نيوزيلاند.

## الجوائز والتكريمات
كانت أوزينجا إحدى المدعوين للتحدث في المجلس الدولي للرياضيات في عام 2014 حول الرياضيات في العلوم والتكنلوجيا، انتُخِبَت في عام 2015 كزميلة في مجتمع الرياضيات الصناعية والتطبيقية "لمساهمتها في الوسائل النظرية والحسابية للأنظمة الديناميكية"، أصبحت أوزينجا في تشرين الأول/ أكتوبر من عام 2016 عالمة الرياضيات الأنثى الأولى المنتخبة ضمن المجتمع الملكي في نيوزيلاند.